# Rzymskokatolicki cmentarz parafialny w Białej Rawskiej
Rzymskokatolicki cmentarz parafialny w Białej Rawskiej – został założony w II połowie XVIII wieku w Białej Rawskiej.
Wśród wielu cennych zabytków sztuki nagrobnej znajdujących się na cmentarzu na szczególną uwagę zasługują grobowce rodzin Leszczyńskich (z początku XX wieku) i Okęckich (z 1887 roku). Oprócz tego na cmentarzu znajduje się symboliczna mogiła ofiar II wojny światowej oraz cenny – głównie lipowy – starodrzew. Wejście na teren nekropolii wiedzie przez okazałą bramę z furtkami w kształcie portalu.
Cmentarz został wpisany do rejestru zabytków nieruchomych (nr rej.: 859-A z 3.01.1992).